# Wu Sangui
Wu Sangui ou Wu San-gui (chinois : 吳三桂) (1612, Liaodong - 2 octobre 1678, Hunan) est un général chinois qui aida les armées mandchoues à instaurer la dynastie Qing.
Pendant la guerre civile, il s'allia aux Mandchous contre la révolte des paysans, puis, s'y oppose.[réf. nécessaire]
En 1670, alors prince du Yunnan, il remet le territoire de Zhongdian (中甸, Zhōngdiàn, aujourd'hui Shangri-La), qui obéissait jusqu'alors au rois de Lijiang (EFEO : Ly-Kyang), au roi mongol qoshot, Gonchig Dalaï Khan (roi du Tibet de 1668 à 1697). Ce dernier y installe des lamas et y crée un marché de thé et chevaux ouvert aux Mongols et Tibétains. Douze ans plus tard, la Chine envoie des troupes pour reprendre possession de ce territoire. Le dalaï-lama bloque ses alliés Qoshots dirigés par Gonchig Dalaï Khan. Les troupes tuent Wu Sangui, le feudataire révolté, la 11e lune de 1678. La paix est alors rétablie dans la région.